# Банда Дениса Шилина
Банда Дениса Шилина — организованная преступная группировка, более десяти лет занимавшаяся похищениями людей.

## Создание банды и её структура
Основатель банды Денис Владимирович Шилин родился в 1969 году в Хабаровском крае. Окончил Коломенское высшее артиллерийское командное училище и проходил службу в Дальневосточном военном округе. Позже Шилин стал известен как приморский криминальный авторитет и соучредитель казино, действовавшего якобы под покровительством ФСБ. В 1994 году Шилин учредил в столице ТОО «Сефис» и занялся растаможкой иномарок. В 1995 году Шилин за крупное мошенничество с японскими автомобилями был объявлен в федеральный розыск. Находясь в бегах, Шилин создал банду, в которую вошли уголовники, а также бывшие военные и милиционеры. Позднее Шилин переехал в Москву и занялся поставками в столицу контрабандного мяса из Китая. По некоторым данным, его компаньоном по этому преступному бизнесу был один из депутатов Государственной Думы. Также в этой деятельности Шилину помогали сотрудник УФСБ по Приморскому краю и один прокурор. Когда история с контрабандой стала известна, разразился скандал, который удалось быстро замять. Группировка Шилина начала действовать на Дальнем Востоке, а позже переехала в Москву. Банда занялась рэкетом московских коммерсантов. Позже основным видом деятельности группировки стали похищения людей. Потенциальных жертв участниками группировки находили сами или похищали по заказу.
Со временем участники банды стали профессиональными преступниками. В 2000-х годах ОПГ Шилина состояла из нескольких группировок, которые в свою очередь делились на звенья, одни из которых похищали человека, потом передавали заложника другим, третьи отвозили на место, четвёртые охраняли. Существует информация, что у каждой из отдельных группировок, входивших в ОПГ Шилина, были связи в силовых структурах. В банду входили бывшие десантники, милиционеры и спортсмены, а также многократно судимые. Согласно справке-меморандуму МВД, главарь банды Шилин был отлично подготовлен физически, являлся хорошим психологом и аналитиком, обладал устойчивыми коррумпированными связями в силовых структурах. В разное время главарь банды действовал под фамилиями Шимин, Шамин, Жилин, Марченко и Попов.
«Правой рукой» Шилина был Максим Чунвонович Кан (Макс, Кореец, Чун). Ранее он работал заместителем мэра Хабаровска, возглавлял отдел по инвестициям в мэрии города. Переехав в Москву, он занялся бизнесом. одновременно с этим он работал помощником депутата Государственной Думы Маргариты Баржановой, с которой познакомился в Хабаровском крае. Вместе с этим какое-то время Кан представлялся как помощник депутата Андрея Скоча. По некоторым данным, Кан активно участвовал в торговле депутатскими мандатами и должностями в государственных структурах. Также Кан вместе с главой управы Нижегородского района Павлом Филипповым учредил общественную организацию «Дальневосточное землячество». Кореец имел степень доктора психологических наук и преподавал в Московском университете природообустройства, и позже защитил докторскую диссертацию на тему «Разрешение и урегулирование остросоциальных конфликтов». Также он работал финансовым экспертом в правительстве Российской Федерации. В группировке Шилина Кан возглавлял аналитическую группу и подбирал потенциальных жертв. Он имел многочисленные связи среди чиновников, банкиров, коммерсантов и сотрудников спецслужб.
Другими активными участниками банды были неоднократно судимый криминальный авторитет из Пензы Валерий Стексов, бывший офицер-десантник Игорь Пронин, бывший милиционер Гладких, бывший бизнесмен Юрий Горлов, несколько бывших военных и сотрудников милиции, сотрудники частного охранного предприятия Гуров и Тимонин, ранее судимый Олег Иванов, который, будучи в федеральном розыске, долгое время скрывался в мордовском монастыре и даже в отсутствии священника проводил службы. Также активным участником банды был боксёр, уроженец Мценска Дмитрий Леонов (Лёва). Существуют данные, что он занялся похищениями людей после того, как приехал в Москву и сошёлся с коррумпированными сотрудниками ФСБ. В своё время Леонов уговорил жителя Мценска Николая Ушарёва уехать в Москву, и тот бесследно исчез.

## Преступная деятельность
25 мая 2004 года бандиты попытались похитить сына московского бизнесмена Хачатряна. Трое похитителей были задержаны, а через них удалось выйти на Шилина. Главарь банды был задержан, но почти сразу отпущен, при этом Шилин сфотографировался в ОВД «Арбат», надев милицейскую форму. Уголовное дело о похищении впоследствии осталось в Следственном управлении Следственного комитета при прокуратуре Москвы.
В 2004 году бандиты похитили в Москве кандидата в депутаты Государственной Думы. Заказчиком похищения был действующий депутат ГД, мотивом преступления было то, что кандидат заплатил 3 миллиона долларов, переведя их в указанный офшор на Кипре, за место в ГД, но не получив депутатского мандата. Во время встречи с ним руководитель фракции в ГД сказал кандидату, что он заплатил деньги не лично ему, а на партию. В ответ кандидат сказал, что в случае невозврата денег он обратится в Генеральную прокуратуру. Чтобы не возвращать ему денег, было решено запугать его и потребовать дополнительно 3 миллиона долларов. Просьбу заказчика Шилина передал Максим Кан, в то время работающий в ГД.
Бывший кандидат в депутаты был похищен прямо из своего дома в Мякинино. Бандиты проникли в дом, один из них ударил хозяина по голове, после чего похитители заставили мужчину выпить какую-то жидкость, после чего он потерял сознание, и бандиты его увезли, вместе с ним похитив его садовника. Пленников держали на аэродроме связанными. Позже один из бандитов сказал, чтобы бывший кандидат перечислил 3 миллиона долларов на его счет в банке. Бандиты продержали заложников в плену 18 дней, и отпустили только после того, как пришли деньги. Знакомые банкиры помогли главарю банды обналичить деньги в Бинбанке.
В 2005 году бандиты похитили 19-летнего сына топ-менеджера транспортной группы «Совфрахт». Преступники потребовали у отца выкуп в размере 3 миллионов евро. В тот момент, когда оперативные сотрудники готовились к спецоперации по захвату преступников, к следователю пришёл генерал из Управления собственной безопасности ФСБ и посоветовал заплатить требуемую сумму. В итоге топ-менеджер заплатил похитителям 3 миллиона евро и после освобождения сына отправил его за границу.
Также участники банды совершили похищение главы торговой фирмы Генриетты Рудаковой. Днём в центре Москвы бандиты схватили женщину в то время, когда она выходила из магазина. Похитители затащили Рудакову в автомобиль, один из них ударил женщину по голове, второй стал её душить. Рудакова потеряла сознание, и бандиты привезли её в подмосковный Солнечногорск, где удерживали её в развалившемся здании на окраине. Похитители вышли на связь с мужем Рудаковой и потребовали выкуп в два миллиона долларов. При этом они постоянно напоминали, что если не будет денег, то супруге изуродуют лицо или отрежут пальцы. В плену у бандитов женщина провела сорок пять дней. После передачи похитителям 500 тысяч долларов заложница была отпущена на свободу. Рудакова обратилась в милицию, но преступники так и не были найдены. Женщина стала скрываться у родственников и практически перестала выходить на улицу.
Также Шилин по заказу готовил похищение украинского олигарха Константина Григоришина, совладельцев Промсвязьбанка братьев Ананьевых, московскую предпринимательницу, коллекционера антиквариата (бандиты собирались захватить его недалеко от Кремля с помощью светошумовой гранаты) и других политиков и бизнесменов. Кроме того, по заказу Шилин провёл силовую акцию против семьи работника компании ЮКОС Алексея Голубовича. Также в результате прослушивания переговоров главаря банды по Skype было установлено, что Шилин планировал похитить дочь экс-главы МВД Украины Юрия Кравченко Ирину, владевшую рестораном в пригороде Киева.

### Похищение Алексея Ушакова
4 апреля 2005 года участниками ОПГ был похищен коммерсант Алексей Ушаков. Преступники захватили его у спорткомплекса «Планета Фитнес» и увезли на автомобиле. В пути автомобиль бандитов был остановлен экипажем ГИБДД, но преступники предъявили какие-то документы и беспрепятственно поехали дальше. За освобождение Ушакова бандиты потребовали выкуп в 1 миллион долларов. Похитители держали пленника 15 дней в гараже недалеко от Солнечногорска. 17 мая 2005 года во время получения в «Парекс-банке» преступниками части выкупа (500 тысяч долларов) Ушаков смог самостоятельно вырваться на свободу и убежать. При попытке ареста Шилин и второй бандит Стексов попытались бежать, при этом открыв огонь по сотрудниками ГУ МВД, устроившим погоню за ними. Сначала был задержан Стексов, у которого был паспорт на имя Путилова. Шилина, имевшего паспорт на имя гражданина Украины Дениса Жилина, задержали после того, как он подвернул ногу. Однако, прокурор Пресненской межрайонной прокуратуры Евгений Кузьмин на следующий день освободил Шилина, объявив его свидетелем, несмотря на то, что Шило руководил переводом выкупа, его паспорт был поддельный, и Ушаков опознал Шилина как организатора похищения. В уголовном деле имеется рапорт одного из оперативников о том, что главарь банды предлагал ему взятку в 250 тысяч долларов. Позже Шилин пытался подкупить и начальника отдела. Впоследствии рапорт о попытке даче взятке по неизвестным причинам исчез из материалов уголовного дела. Также, по словам Ушакова, оперативники предлагали ему заплатить им деньги за расследование своего похищения.
Позже Стексов был осуждён, но не за похищение человека, а за использование поддельного паспорта. Узнав об этом, Ушаков пришел на заседание Пресненского районного суда, но охрана его не пустила. В итоге рецидивист Стексов был приговорён к 9 месяцам лишения свободы и через пять месяцев был освобождён условно-досрочно.

### Похищение Максима Паршина
Одним из известных преступлений банды было похищение 22-летнего студента медицинского вуза Максима Паршина. Его мать Раиса была председателем совета директоров крупной компании «Дальневосточная транспортная группа» (ДВТГ). Накануне похищения сына некие высокопоставленные сотрудники ФСБ предложили Раисе поучаствовать в контрабандных схемах из Китая, но она отказалась. 2 ноября 2005 года Максим Паршин выгуливал собаку возле своего дома. Трое бандитов напали на него, один из них ударил Максима в челюсть. Похитители схватили Паршина, при этом назвав себя сотрудниками ФСБ, затолкали его в автомобиль и увезли. В пути бандиты переговаривались по рации с машиной сопровождения. Похитители вывезли заложника в специально оборудованный гараж недалеко от Солнечногорска. Заковав пленника в наручники и цепи, преступники сказали, что похитили его с целью выкупа. На следующий день бандиты позвонили матери Паршина Раисе, и заставили его озвучить требование о выкупе в 7 миллионов 200 тысяч долларов, в противном случае угрожая убийством Максима. Раиса Паршина обратилась в милицию.
Примерно через месяц похитители снова вышли на связь с Раисой, прислав на её электронный адрес в Интернете, написав ей, что им известно, что она обратилась в милицию и даже назвав фамилии оперативных работников, ведущих дело. Создав в Интернете зеркальный почтовый ящик Раисы, милиционеры стали следить за её перепиской с бандитами. Тем временем Шилин пригрозил Раисе, что скоро они начнут отрезать пальцы Максиму.
В дальнейшем следствие по похищению Паршина приостановилось. Заместитель начальника отдела Управления МВД по ЦФО Белобородов посоветовал Раисе Паршиной обратиться за помощью к оперативному работнику УБОПа Андрею Алёшину, который участвовал в раскрытии десятков похищений, а также в освобождении заложников, имел медаль «За отвагу» и грамоту, которую ему вручил глава ФСБ Николай Патрушев. Алешин согласился помочь Раисе, уволился из МВД, перешёл работать в службу безопасности ДВТГ и занялся поисками Максима Паршина. Кроме того, он начал собирать информацию об аналогичных похищениях. В процессе частного расследования он установил, что на территории Московского региона действует хорошо организованная группа, похищающая людей с целью выкупа.
Паршин продолжал находиться у бандитов, ему приходилось спать на бетонном полу. Преступники опасались того, что милиционеры с помощью прослушивания смогут обнаружить их телефонные переговоры. Кроме того, отмечая Новый год, охранявшие пленника преступники так много выпили, что устроили в гараже пожар. Поэтому бандиты перевезли Максима в деревню Марыгино в Тульской области и поместили в погреб старого дома, разделённый надвое решёткой с толстыми прутьями. Вскоре бандиты прислали Паршиной письмо, в котором указали банковские реквизиты, на которые нужно было перевести деньги — 5 миллионов долларов они потребовали перевести в Армению, а оставшиеся 2 миллиона 20 тысяч — на счёт банка в Нью-Йорке. В письме они также указали местоположение гаража, возле которого находилось видео, на котором Максим от имени похитителей рассказал об условиях дальнейших переговоров и выкупа.
Преступники постоянно заставляли Паршина приниматься снотворное и угрожали ему убийством. Со временем его почти перестали кормить, его здоровье стало ухудшаться. Алёшин смог выйти на участников банды с помощью видеозаписей в компьютерных клубах, из которых посылались сообщения Раисе Паршиной. Подключив технические службы, Алёшин установил, что эти видеозаписи отправлял сотрудник аппарата Государственной Думы Игорь Свириденко, чья мать работала в правительстве. Свириденко сказал, что он действовал по заданию Максима Кана.
Кана не стали арестовывать, чтобы не подвергать опасности Паршина. Алёшин фактически заставил Кана содействовать ему в освобождении Паршина. Кан согласился, и Алёшин начал проводить оперативную комбинацию, в ходе которой Кан убеждал Шилина изменить требования о выкупе на сумму в миллион долларов. Главарь банды долго не соглашался, и однажды начал подозревать, что Кан ведёт двойную игру, но Шилина удалось переубедить.
В итоге в марте 2006 года Шилин все-таки согласился на выкуп в миллион долларов. Алёшин привез Кана в аэропорт Домодедово, и бандит по телефону сказал Шилину, что он получил миллион и вылетает в Турцию. Лидер ОПГ дал команду отпустить Паршина. Кану было позволено уехать только через два дня, когда Паршин вернулся домой, пробыв в плену у бандитов 5 месяцев. После освобождения сына Раиса Паршина предложила Андрею Алёшину возглавить службу безопасности ДВТГ. На этом посту Алёшин продолжил поиски организаторов похищения Паршина. Вскоре Алёшин подал заявление в Генеральную прокуратуру, в котором утверждал, что подозревает в противодействии поиску организатора похищения сотрудников правоохранительных органов. Лишь спустя пять месяцев после освобождения Паршина, в августе 2006 года в Москве были задержаны подозреваемые в похищении — Игорь Пронин и Игорь Гуров, который был владельцем дома в Тульской области, где держали заложника. Пронин какое-то время действовал под контролем оперативников, том числе разговаривая с Шилиным. Однажды, когда Пронин говорил с ним из интернет-кафе, Шилин вдруг потребовал повертеть веб-камеру, чтобы он мог видеть всё помещение. Оперативникам, которые были рядом с Прониным, пришлось падать на пол, чтобы не провалить операцию. В апреле 2008 года Московский городской суд на основании вердикта присяжных приговорил Пронина к 15 годам тюрьмы, а Гурова оправдал за недостатком улик, так как он смог убедить присяжных в том, что он просто сдал дом и не интересовался тем, что в нём происходит.

### Похищения Лолиты Судаковой и Александра Пизика
Ещё одной жертвой банды стала Лолита Судакова. Её отец Александр Пизик был учредителем зарегистрированного на Виргинских островах нефтяного трейдера «Hi trade investment oil company ltd» и занимался поставками нефти и мазута через Новороссийский морской порт в ЮАР. Лолита возглавляла представительство этой компании с офисом на Каланчевке. 13 сентября 2006 года трое бандитов в масках похитили Лолиту во дворе её дома. Похититители избили женщину, надели ей на голову мешок и увезли на автомобиле. Они приказали Судаковой позвонить своему гражданскому мужу и потребовали выкуп в размере пятисот тысяч долларов. Ещё через час похитители заставили женщину позвонить отцу. Но Александр Пизик ответил, что за освобождение дочери не даст ни копейки, а звонившему пообещал большие неприятности. Бандиты привезли пленницу в помещение заброшенного детского сада. Судакову постоянно сторожили охранники в масках, которые представлялись исключительно Артурами, на глазах женщины всё время была надета повязка. Ей приходилось спать на грубо сколоченных нарах и питаться сухим пайком. Тем временем бандиты выходили на связь с Пизиком и гражданским мужем Судаковой и требовали выкуп. Но они, по совету оперативных работников, тянули время и требовала гарантий. Через двадцать дней похитители перевезли пленницу на квартиру. 11 октября 2006 года один из бандитов сказал Судаковой, что завтра её отпустят, так как её отец согласился на все выдвинутые условия. На следующий день бандиты вернули заложнице личные вещи (при этом забрав себе дорогостоящие мобильный телефон  Vertu и сумочку «Эскада») и привезли её в Мытищи, где выдали Судаковой «секретную» sim-карту для связи с бандитами, тысячу рублей на проезд и после «отсчёта до ста» разрешили снять повязку. Судакова пробыла в плену бандитов 30 дней. По условию бандитов, через десять дней Пизик должен был заплатить им пятьсот тысяч долларов. Однако при встрече с дочерью отец заявил, что платить выкуп не собирается. Кроме того, сотрудники Дорогомиловской прокуратуры с недоверием отнеслись к показаниям Судаковой и во время беседы дали понять, что они подозревают, что никакого похищения не было. Тем временем бандиты постоянно связывались с бывшей заложницей и напоминали про выкуп. Судакова стала сама искать деньги, но за неделю ей удалось собрать всего 90 тысяч долларов, и позже женщина отправилась в УБОП ГУВД Москвы. Сотрудники УБОП посоветовали Лолите инсценировать суицид и на месяц лечь в больницу. После этой инсценировки бандиты перестали ей звонить.
В 2007 году неизвестные люди посоветовали Пизику свернуть бизнес в Новороссийском морском порту. 13 сентября 2007, ровно год спустя после похищения его дочери,  бандиты похитили Пизика А. Ф.  в  г. Туапсе. За его освобождение Шилин потребовал с Судаковой Л.А. 500 тысяч долларов. Розыск бизнесмена  не дал результатов и его дальнейшая судьба осталась неизвестной. Лолита Судакова долго находилась под программой защиты свидетелей. 
Кроме того, 22 ноября 2007 года участники банды похитили жителя Московской области и потребовали за его освобождение крупную сумму денег.

### Похищение Вадима Струкова
22 сентября 2006 года бандитами был похищен генеральный директор занимающегося эксклюзивными поставками ракетного топлива на космодром «Байконур» оборонного предприятия ЗАО «Общемашснаб» Вадим Струков. Накануне похищения у него с одним из руководителей ЗАО «Башпромснаб» произошёл конфликт, дошедший до взаимных угроз. Кроме того, Струков конфликтовал с бывшим партнером по бизнесу, который пытался отобрать у него предприятие. Утром 22 ноября 2006 года Струков выехал из своего загородного дома в деревне Пирогово на работу, однако по пути его похитили бандиты. Примерно через час Струков позвонил своему сыну Василию и попросил достать из тайника четыреста тысяч долларов.
Также он позвонил главному бухгалтеру «Общемашснаба» Шевляковой и попросил срочно перевести в доллары США все имеющиеся на расчётном счете деньги предприятия. Когда встревоженная Шевлякова перезвонила, Струков сообщил, что ему нужно вернуть некий долг. Ещё примерно через два часа на номер Василия Струкова позвонил бандит, представившийся Михаилом, и сообщил адрес, куда нужно доставить деньги. Василий обратился в УБОП Московской области и под контролем оперативников поехал на встречу с преступником. В пути Михаил снова позвонил Василию и потребовал «сказать ментам, чтобы они отстали, иначе отца он больше не увидит». При этом звонивший назвал госномер автомобиля оперативников. Сотрудники УБОПа были вынуждены выполнить требования бандита. Василий оставил четыреста тысяч долларов в условленном месте, но его отец так и не вернулся.
Через два дня Василий обнаружил в поселке Пироговский «Мерседес» отца. У автомобиля были разбиты стекла, а в салоне лежал мобильный телефон Вадима Струкова. Больше похитители не выходили на связь. Следствие по делу о похищении долго не приносило видимых результатов. Сотрудникам правоохранительных органов была подброшена информация о конфликтах Вадима Струкова и его сына, и милиционеры стали подозревать Василия, но довольно скоро была установлена его непричастность к преступлению, и следователи стали отрабатывать другие версии. Вадима Струкова найти так и не удалось.

## Возможные связи банды

### Версия о связях банды с сотрудниками силовых структур
У Шилина были компетентные источники информации — он был осведомлён об интересующих его вещах не только в Москве, но и в Приморье и во Владивостоке. Кроме того, у него была информация по европейским банкам и по офшорным счетам, он знал, у кого и где хранятся деньги. Было установлено, что иногда Шилин днём совершал телефонные звонки на Лубянку, а вечером — в посёлок Серебряный Бор, в котором были закрытые спецособняки, принадлежащие высокопоставленным начальникам спецслужб. Существуют предположения, что Шилин или был агентом ФСБ, или действовал под прикрытием ФСБ, или у него был информационный источник из этой структуры. Среди возможных связей или покровителей Шилина называются сотрудники МВД, ФСБ и Генеральной прокуратуры. Также существует версия, что с Шилиным был связан ряд действующих сотрудников силовых структур, с которыми банда делилась доходами, и именно из-за этого оставалась неуязвимой и её главаря освобождали после задержания.
Существуют данные, что связанный с Шилиным генерал после ареста лидера банды продолжал работать в центральном аппарате ФСБ, а связанный с ним прокурор — в отделе по борьбе с коррупцией Генеральной прокуратуры. Возможно, что именно эти люди в своё время помогли Шилину беспрепятственно выехать в Уругвай, имея на руках документы прикрытия.

### Маргарита Баржанова
По некоторым данным, Максим Кан, работавший в администрации Хабаровского края, познакомился с предпринимательницей Маргаритой Валерьевной Баржановой, которая владела шестью коммерческими предприятиям, была основным владельцем и председателем Совета директоров ОАО «Хабаровский мясокомбинат» и занималась поставками мяса из Китая. Второй муж Баржановой Константин служил в местном отделении ФСБ. После образования в 1999 году партии «Союз правых сил» Баржанова возглавила её местное отделение. В том же году на выборах в Государственную думу была избрана депутатом от этой партии (существует информация, что избирательную кампанию женщине оплатил Максим Кан), после чего местное отделение «Союза правых сил» возглавил её первый муж Андрей Баржанов. Маргарита переехала жить в Москву, туда же переехал Кан, ставший помощником депутата Баржановой. В Государственную думе Баржанова входила во фракцию «Единой России». На парламентских выборах в 2003 году была избрана в Госдуму по спискам «Единой России». В том же году была награждена медалью ордена «За заслуги перед Отечеством».
В 2005 году, накануне похищения бандитами Максима Паршина, его мать Раиса Паршина подала в суд на Баржанову за отказ возвращать крупный денежный долг. В уголовном деле о похищении Паршина упоминались Маргарита и её муж Константин, ранее бывшим сотрудником ФСБ.
До 2007 года её первый муж Андрей возглавлял хабаровское отделение «Союза правых сил», а позже вступил в партию «Правое дело». В 2007 году Баржанова баллотировалась на должность главы Ульяновской области, но проиграла выборы. По некоторым данным, Кан участвовал в финансировании всех трёх избирательных кампаний Баржановой. С 2008 по 2011 год она работала директором Всероссийского музея декоративно-прикладного искусства. С 2012 года работала первым секретарём посольства РФ в Китае. Маргарита и Андрей Баржановы входили в руководство партии «Правое дело». Также Бражанова входила в Генеральный совет общероссийской общественной организации «Деловая Россия».

## Дело Андрея Алёшина
В процессе своего частного расследования Андрей Алёшин смог выйти на лидера банды Дениса Шилина и собрал на него обширное досье. Глава службы безопасности ДВТГ утверждал, что бандитов крышевал некий генерал из центрального аппарата ФСБ, он же принимал заказы от коммерсантов и решал их бизнес-проблемы. Вскоре Алёшин заметил за собой слежку. К нему обратились некие люди и пригрозили, что если Алёшин будет мешать прибыльному бизнесу, то окажется в тюрьме. 14 июня 2008 Алёшина вызвали в Следственный комитет. Глава службы безопасности пришёл туда, принеся с собой оперативные материалы по банде Шилина. Бывший милиционер был задержан сотрудниками УСБ ФСБ в здании Следственного комитета. По словам Алёшина, на следующий день после его задержания оперативник ФСБ пообещал ему пятнадцатилетний тюремный срок, если он не выполнит определённые условия и не подпишет то, что нужно. Впоследствии большинство принесённых им флеш-карт с информацией и телефонных прослушек исчезло.
Алёшину были предъявлены обвинение в похищении Лолиты Судаковой, её отца Александра Пизика и Вадима Струкова. По версии следствия, бывший милиционер действовал по указке Дмитрия Леонова. При этом фамилия Шилина из уголовного дела исчезла, (фамилия исчезла ввиду признания Судаковой ошибочными опознание Шилина), а Леонов к тому времени скрылся. Основными обвиняемыми стали Алёшин и находящиеся в розыске Леонов и другие бандиты. Причём, судя по милицейской справке, главарём банды похитителей почему-то был назван Леонов, а не Шилин. Практически все обвинение Алёшина строилось на показаниях уже ранее осуждённого Игоря Пронина и сотрудника Главного управления МВД по ЦФО Алексея Бороды, который спустя девять лет после того как в последний раз видел Алёшина якобы опознал его голос на одной из аудиокассет бандитов. При этом, отец пропавшего жителя Мценска Николая Ушарёва Владимир прослушал аудиозаписи телефонных переговоров человека, голос которого Борода якобы опознал как голос Алёшина. Владимир Ушарёв заявил, что этот голос принадлежит не Алёшину, а боксёру Леонову.
Узнав об обвинениях Алёшина, Раиса Паршина сказала, что она очень благодарна ему за освобождение сына и не верит в виновность бывшего милиционера. Следствие по делу Алёшина продолжалось три года. Суд проходил в закрытом режиме, без присяжных и представителей прессы. На суде не были приняты во внимание экспертизы, свидетельские показания, билеты на самолёты, которые подтверждали алиби Алёшина. Одним из пунктов обвинения было то, что Алёшин якобы звонил из телефона-автомата в Москве, хотя на самом деле он в это время летел в самолёте. Другим пунктом было то, что обвиняемый якобы выслеживал жертву, общался с бандитами, хотя в действительности он в это время находился в Хорватии с тренером сборной России по фридайвингу. В январе 2011 года Алёшин был приговорён к 15 годам заключения в колонии строгого режима. Кроме того, его обязали в качестве компенсации морального вреда выплатить 500 тысяч рублей Лолите Судаковой и свыше 11 миллионов рублей родственникам пропавшего бизнесмена Вадима Струкова.

## Дальнейшие события
В 2008 году Шилин за похищения людей был объявлен в федеральный, а затем — в международный розыск. Лидер банды уехал из РФ по паспорту гражданина Армении на имя Дениса Шимина. Помощь в получении паспорта лидеру банды оказал сотрудник МВД Армении. Виза была оформлена через посольство Уругвая. Шилин скрывался на Кубе, в Доминиканской Республике, где вместе с мексиканскими преступниками пытался похитить дочь крупного обнальщика из России, а также в курортном городке Кармело в Уругвае. Максим Кан, у которого имелся подложный паспорт на другое имя, также скрылся за границу. Он проживал в Лондоне, несколько раз встречался с женой в Турции и Греции. Одно время Кан также проживал в Уругвае и работал консультантом по недвижимости в Доминиканской Республике, давая советы коррумпированным российским чиновникам и силовикам, куда им лучше вкладывать откаты и взятки.
В то время когда Шилин находился в Латинской Америке, в Москве проживали его бывшая жена и дочь. В своё время Шилин помог бывшей супруге открыть риэлторское агентство. Главарь продолжал руководить бандой по телефону и через интернет. По словам Шилина, в Латинской Америке он собирал сведения об гражданах РФ, имеющих солидные финансовые состояния. При этом в дальнейшем он не нашёл общего языка с местными преступниками.
Позже Шило долгое время проживал в Монако, Франции и Италии. В этот период он сотрудничал с турецкими ОПГ. Шилин договаривался с ними о различных силовых акциях на территории стран Евросоюза и Англии, поскольку турки имели паспорта граждан Германии и при перемещении по Европе не вызывали подозрений. Позже вместе с бывшим офицером ГРУ и Каном Шилин организовал модельное агентство. По заданию лидера банды девушки-модели знакомились с выходцами из России, проживающих на Лазурном берегу Франции. Это позволяло получить интересующие сведения об этих людях, связях и счетах.
13 апреля 2009 года участники банды похитили сына вице-президента «Роснефти» Михаила Ставского — 19-летнего Михаила Ставского-младшего. Бандиты захватили молодого человека в то время, когда он выходил из университета, в котором учился. Похитители потребовали за его освобождение выкуп в размере 50 млн долларов.
В 2010 году по запросу Интерпола Кан был арестован во Франции.
В 2012 году в Греции Шилин познакомился с капитаном полиции Александром Резковым, входившим в группу сотрудников МВД, которые разработали проекты по похищению крупных коммерсантов. У этой группы был сообщник в аэропорту Шереметьево, который на подставные паспорта организовал спецпропуска в зону таможенного и паспортного контроля. Кроме того, у группы имелся доступ к базам авиабилетов и заказам, вследствие чего они знали кто и куда вылетает. Резков предложил Шилину держать похищенных людей в своем загородном доме в Подмосковье. Шилин согласился участвовать в этих проектах и с паспортом на другую фамилию вернулся в Россию. Преступники планировали представляться сотрудниками ФСБ и производить «аресты» вылетающих бизнесменов в зоне паспортного контроля, а потом при содействии сотрудников полиции выводить их из здания аэропорта.

## Конец банды

### Похищение Александра Белокаменского
В сентябре 2013 года участник банды Игорь Кигас предложил Шилину похитить 55-летнего предпринимателя Александра Белокаменского, а потом потребовать за его освобождение выкуп в 5 миллионов долларов. Белокаменский был учредителем нескольких фирм, владел нежилыми зданиями в центре Москвы, сдавал их в аренду, имел двойное гражданство — России и США. Шилин, использовавший базу данных на столичных предпринимателей с целью рассчитать финансовые возможности жертвы, согласился с планом Кигаса, и привлёк к исполнению преступления Илью Овечкина, Валерия Пасенкова и капитана полиции, дежурного ОМВД по Войковскому району Александра Резкова, который в 2013 году вошёл в число лучших дежурных по УВД САО Москвы.
Перед похищением преступники две недели следили за предпринимателем, передвигаясь на двух автомобилях. 4 апреля 2014 года в Сокольниках, когда Белокаменский вышел с выставки лошадей и направился к своему автомобилю, четверо бандитов в полицейской форме с криками: «Вы иностранный шпион! Лежать! ФСБ!» — ударили бизнесмена по голове и затолкали в автомобиль. Похитители надели Белокаменскому мешок на голову и вывезли мужчину на деревенское кладбище. При этом Шилин сломал Белокаменскому ногу в двух местах. Преступники пригрозили бизнесмену убийством, если он не заплатит выкуп. Позже преступники привезли Белокаменского в деревню Осинки в Солнечногорском районе, поместив в загородный дом Резкова, отобрав у пленника мобильный телефон и кредитные карточки. Соседка полицейского обратила внимание на то, что ночью к дому Резковых подъехали две дорогие иномарки и в доме загорелся свет. Она позвонила отцу полицейского Андрею, но он сказал, что это его сыновья приехали на выходные. Бандиты держали прикованного цепями коммерсанта в запертой ванной комнате и периодически избивали. В частности Резков, приезжая с дежурства, брал полицейскую дубинку и наносил удары заложнику по сломанной ноге. Питание пленника состояло из хлеба, воды и сухофруктов.
Связавшись с сыном Белокаменского Евгением, бандиты потребовали у него выкуп за отца в 5 миллионов долларов, пригорозив, что если в течение недели он не заплатит, то они пришлют ему по почте отрезанный палец или глаз Александра. Евгений Белокаменский обратился в полицию, и все последующие переговоры с похитителями велись под контролем оперативников. Дальнейшую связь с Евгением бандиты поддерживали по Skype, заодно показывая, что заложник жив и невредим. Пока Белокаменский находился у них в заложниках, участники ОПГ сняли с его банковской карты 2,5 миллиона рублей и купили несколько ящиков дорогого виски, сотовые телефоны и домашний кинотеатр.
С помощью спецавтомобиля ФСБ «Лодка» оперативным работникам удалось запеленговать местонахождение похитителей. 11 апреля дом в Осинках был взят штурмом спецназом МВД, и заложник был освобождён. В доме были задержаны находившиеся там ранее судимый Валерий Пасенков по прозвищу Отморозок, его бывший одноклассник Илья Овечкин (Овца). Денис Шилин попытался бежать в лес, и спецназовцам пришлось трижды стрелять в воздух. Вечером того же дня в ОМВД Москвы был задержан капитан Резков.

### Аресты, следствие и суд
После задержания Шилин сказал следователям, что его скоро освободят «высокопоставленные друзья». Находясь под стражей, Шилин вёл секретные переговоры с неким высокопоставленным силовиком, которого он называл «Николай Андреевич». Предлагая сотрудничество, Шилин сказал, что он имеет нужные контакты в различных слоях общества, и его опыт и организационные способности «могут быть полезны Родине» и лично Николаю Андреевичу. По словам Шилина, он выполнял заказы с политическими мотивами, а также по заказу разрабатывал Константина Григоришина, братьев Ананьевых и других политиков и бизнесменов. Также Шилин признался в том, что по заказу влиятельных людей он проводил силовую акцию против семьи Алексея Голубовича, и в том, что он организовал модельное агентство, сотрудницы которого знакомились состоятельными людьми из России с целью сбора сведений об этих людях, их связях и счетах. Кроме того, Шилин сказал, что он мог бы выполнять для спецслужб важные разведывательные миссии за рубежом.
Всего бандиты совершили похищения десятков бизнесменов, а также их родственников, и получили за них многомиллионные выкупы. Кроме известных случаев существует информация о том, что около десятка заложников из России и с Украины заплатили выкуп и не стали заявлять в милицию. Предположительно, только в период с 2003 по 2007 год участники банды похитили восемь москвичей, по другим данным — 15. Цена выкупа составляла от 1 до 7 миллионов долларов. Шилину инкриминировалось несколько разбоев в составе организованной группы и похищений людей с применением насилия, а также вымогательство. Главарь банды признал свою вину и заключил досудебное соглашение со следствием, в рамках которого назвал заказчиков преступлений и некоторых покровителей банды. После этого он был взят под охрану по программе защиты свидетелей. Уголовное дело в отношении Шилина было выделено в отдельное производство. Слушание его дела проходило в закрытом режиме. На суде Шилин попросил прощения у потерпевших и якобы полностью раскаялся. Адвокат подсудимого заявила, что у него есть смягчающее обстоятельство — он никогда не состоял на учёте в психоневрологическом диспансере. 20 ноября 2015 Шилин был приговорён к 9,5 годам лишения свободы. В настоящее время отбывает наказание в колонии строгого режима в Мурманской области